# Вікове дерево дуб черешчатий, 200 років (с. Долина, вул. Радянська 14)
Вікове дерево дуб черешчатий 200 років — ботанічна пам'ятка природи місцевого значення. Об'єкт розташований на території Токмацького району Запорізької області, село Долина, вул. Центральна 14.
Площа — 0,05 га, статус отриманий у 1984 році.